# Heptabrachia gracilis
Heptabrachia gracilis är en ringmaskart som beskrevs av Ivanov 1957. Heptabrachia gracilis ingår i släktet Heptabrachia och familjen skäggmaskar. Inga underarter finns listade i Catalogue of Life.